# Chrotomys mindorensis
Chrotomys mindorensis är en däggdjursart som beskrevs av Kellogg 1945. Chrotomys mindorensis ingår i släktet randråttor, och familjen råttdjur. IUCN kategoriserar arten globalt som nära hotad. Inga underarter finns listade i Catalogue of Life.
Denna gnagare förekommer på öarna Mindoro och Luzon som tillhör Filippinerna. Arten vistas i låglandet och i bergstrakter upp till 2000 meter över havet. Habitatet utgörs av skogar men jordbruksmark och gräsmark uppsöks likaså. Individerna äter främst daggmaskar.
Arten blir 15,5 till 18,6 cm lång (huvud och bål), har en 9,9 till 12,3 cm lång svans och väger 152 till 199 g. Bakfötterna är 3,6 till 4,0 cm långa och öronen är 1,9 till 2,3 cm stora. Liksom andra släktmedlemmar har Chrotomys mindorensis korta kraftiga ben och en ganska tjock svans. Bak- och framfötter är däremot långa och de flesta tår är utrustade med klor. Den mjuka och täta pälsen på ovansidan kännetecknas av tre längsgående strimmor på ryggens topp och sidorna är blek gulbrun med inslag av grått. Den centrala strimman över ryggen är intensiv gulbrun och bredvid förekommer på varje sida en svartbrun till svart strimma. En tydlig gräns mot den silvergråa undersidan med inslag av brun saknas. De tre strimmorna fortsätter framåt till nosen men ringar kring ögonen i avvikande färg saknas. Endast några fina hår täcker de gråa öronen. Svansen har en mörkbrun till svart ovansida och en vit undersida. Vid varje fjäll förekommer tre korta silverfärgade hår. Honans fyra spenar ligger vid ljumsken.
Chrotomys mindorensis kan vara aktiv på dagen och på natten. Den gräver i marken efter föda.